# Macron orcutti
Macron orcutti is een slakkensoort uit de familie van de Pseudolividae. De wetenschappelijke naam van de soort is voor het eerst geldig gepubliceerd in 1918 door Dall.